# ホーフトドルプ
ホーフトドルプ （蘭:Hoofddorp）は、オランダの北ホラント州 ハーレマーメール基礎自治体内の地区（街）の名前。

## 概要
ホーフトドルプ地区は、ハーレマーメール基礎自治体の中で最大の人口を擁しており、自治体役場（本庁）も置かれている中心的地区である。1853年にハーレマー湖（ハーレマーメール）が干拓されてすぐに建設されたクルイスドルプ（Kruisdorp）集落が、この街の起源である。この集落は1868年にはホーフトドルプに改名している。19世紀にはアムステルダムの防塞線の一部分となり、要塞や砲台がホーフトドルプに置かれた。

## 経済
以前は農業が主要産業であったが、近年は駅周辺の企業団地が街の主な産業となっている。住民の中には隣接した地区のアムステルダム・スキポール空港関連施設に通勤する者も多い。
川崎重工、オムロン、安川電機、アシックスなどの日本企業もホーフトドルプに事業所を設けている。

## 観光
- アムステルダムの防塞線

世界遺産に登録されている要塞や砲台群。
- デ・エールステリング風車

1856年にホーフトドルプに造られた最初の風車で、1977年に移設再建されたもの。

## スポーツ
- ホーフトドルプ・ピオニールス - 野球・ソフトボールクラブ。

## 交通
- オランダ鉄道 ホーフトドルプ駅（Station Hoofddorp）

スキポール空港駅経由、アムステルダム中央駅まで所要時間約30分（運行間隔1時間に2本）
スキポール空港駅、アムステルダム南駅経由、ドゥイベンドレヒト駅方面（運行間隔1時間に4本）
ライデン中央駅経由、デン・ハーグ行き（運行間隔1時間に2～3本）
座標: 北緯52度18分05秒 東経4度41分45秒 / 北緯52.30142度 東経4.695861度